# IgA nefropatija
IgA nefropatija (skraćenica IgAN) najčešći je oblik glomerulonefritisa u svetu koji karakterišu naslage antitela tipa IgA.
IgA nefropatija je bolest koja najčešće zahvata bubrege, i nepoznatog je uzroka.
IgA nefropatija manifestuje se širokim rasponom poremećaja funkcije bubrega, tako da ima i različit tok,od toga da se manifestuje kao asimptomatska hematurija koja najčešće ima vrlo spori tok, pa sve do brzoprogresivnog glomerulonefritisa.Patološki nalazi dobijeni biopsijom bubrega pokazuju različitosti,ali ih gotovo sve karakteriše proliferacija mezangija.
U lečenju ove bolesti koriste se lekovi koji smanjuju izlučivanje proteina u urin, kao što su blokatori ATII receptora, i ACE inhibitori. Tako usporavaju pogoršanje funkcija bubrega. Takođe se koriste i imunosupresivi, a kod osoba kod kojih dolazi zastajanje rada bubrega u lečenju se koristi i dijaliza, takođe i presađivanje bubrega.

## Spoljašnje veze
- „The Foundation for IgA Nephropathy”. Архивирано из оригинала 30. 11. 2006. г. (link broken)
- IgA Nephropathy Foundation of America, Inc.

|  | Molimo Vas, obratite pažnju na važno upozorenje u vezi sa temama iz oblasti medicine (zdravlja). |